# Kanton (podział administracyjny)
Kanton – jednostka podziału administracyjnego niektórych państw świata:
- kantony w Szwajcarii – kraje związkowe, tworzące federację
- kantony w Bośni i Hercegowinie – kraje związkowe, tworzące Federację Bośni i Hercegowiny
- kantony we Francji – okręgi wyborcze do rad departamentalnych